# Guami varjú
A guami varjú (Corvus kubaryi) a madarak osztályának verébalakúak (Passeriformes) rendjébe és a varjúfélék (Corvidae) családjába tartozó faj.

## Rendszerezése
A fajt Anton Reichenow német ornitológus írta le 1885-ben.

## Előfordulása
Az Északi-Mariana-szigetekhez tartozó Rota szigetén honos, Guam szigetéről már kihalt. Természetes élőhelyei a szubtrópusi és trópusi síkvidéki esőerdők. Állandó, nem vonuló faj

## Megjelenése
Testhossza 38 centiméter, testtömege 205-270 gramm.

## Természetvédelmi helyzete
Az elterjedési területe nagyon kicsi, egyedszáma 50-249 példány közötti és csökken. A Természetvédelmi Világszövetség Vörös listáján súlyosan veszélyeztetett fajként szerepel.